# ليه ويلسون (لاعب كرة قاعدة)
ليه ويلسون (بالإنجليزية: Les Wilson) هو لاعب كرة قاعدة أمريكي، ولد في 17 يوليو 1885 في سانت لويس في الولايات المتحدة، وتوفي في 4 أبريل 1969 في إدموندز في الولايات المتحدة.

## وصلات خارجية
- ليه ويلسون على موقعبيزبول رفرنس.كوم (الدوري الرئيسي) (الإنجليزية)
- ليه ويلسون على موقعبيزبول رفرنس.كوم (الدوري الثانوي) (الإنجليزية)